# Coleophora lutipennella

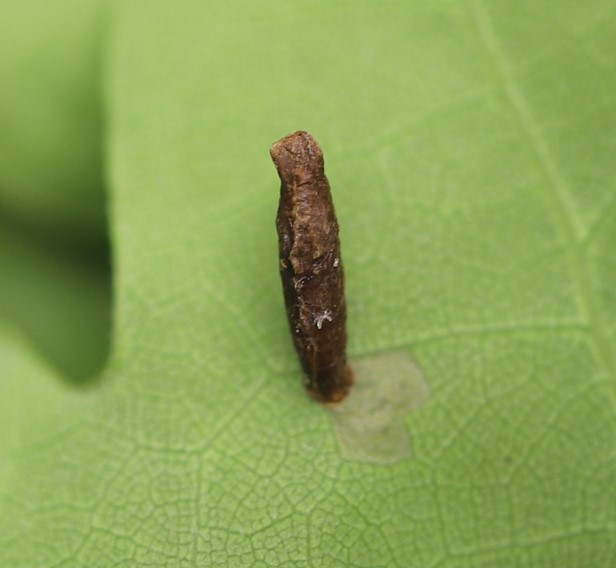
Raupensack an der Unterseite eines Eichenblatts

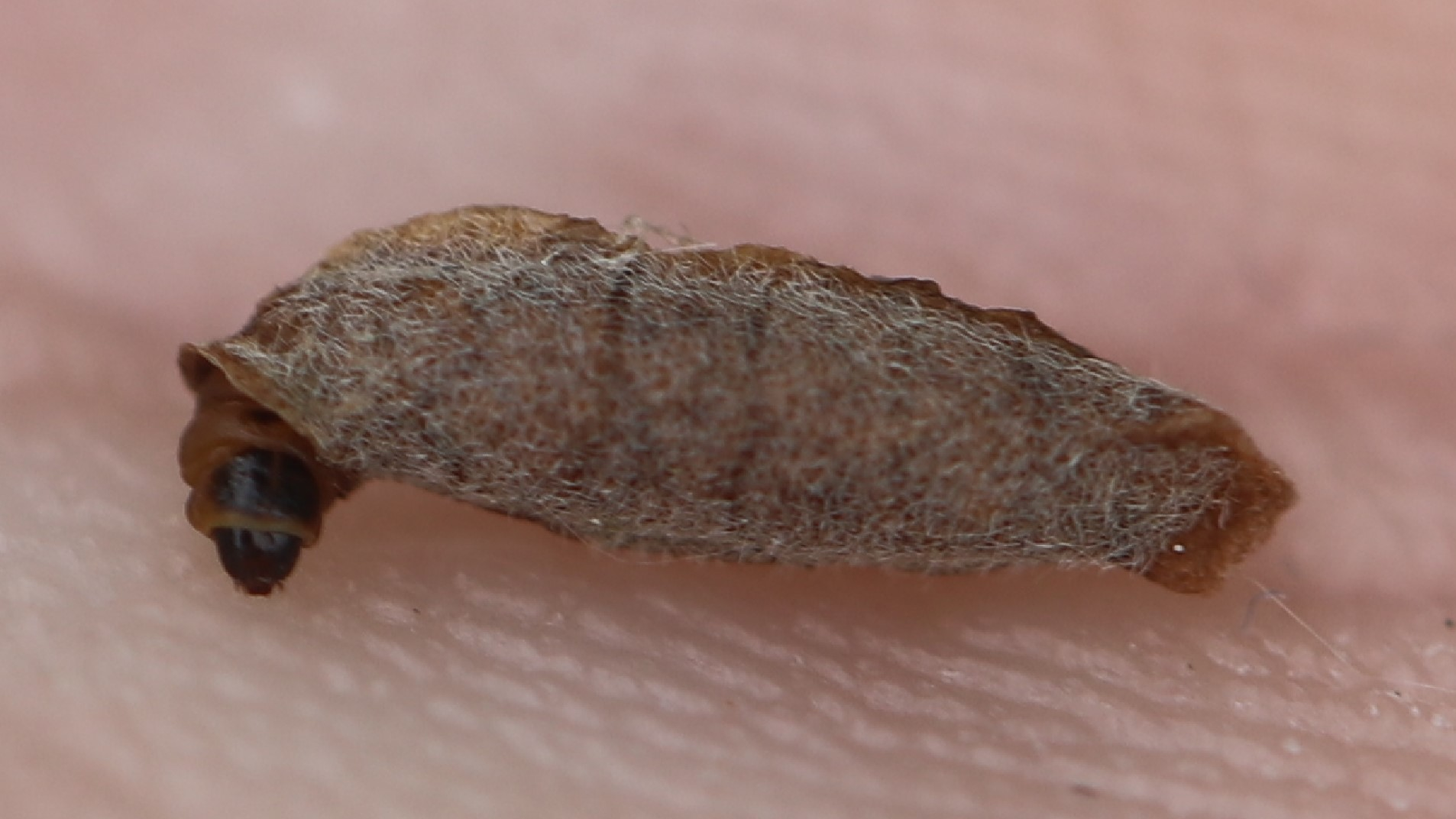
Raupe mit Raupensack

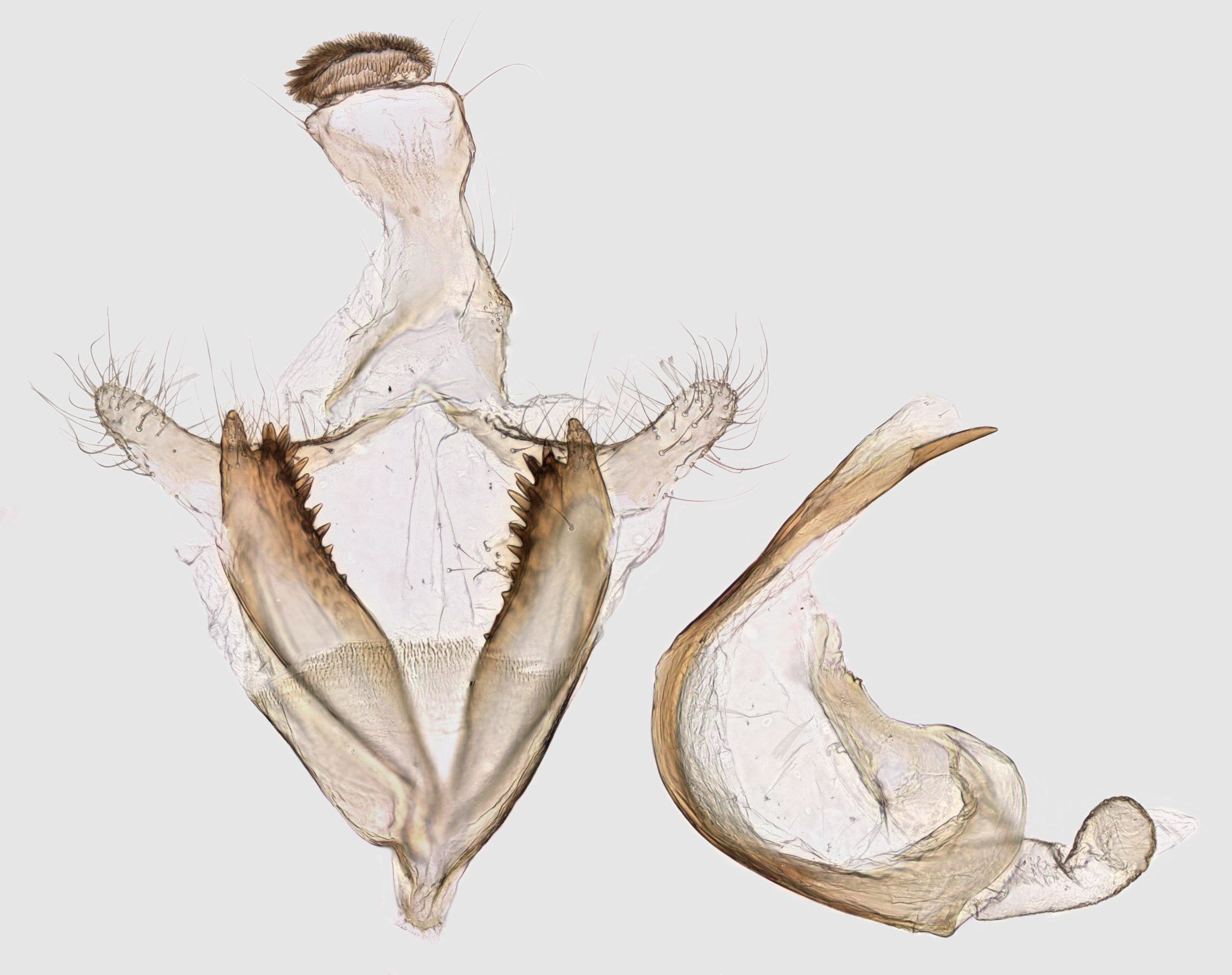
Männliche Genitalien

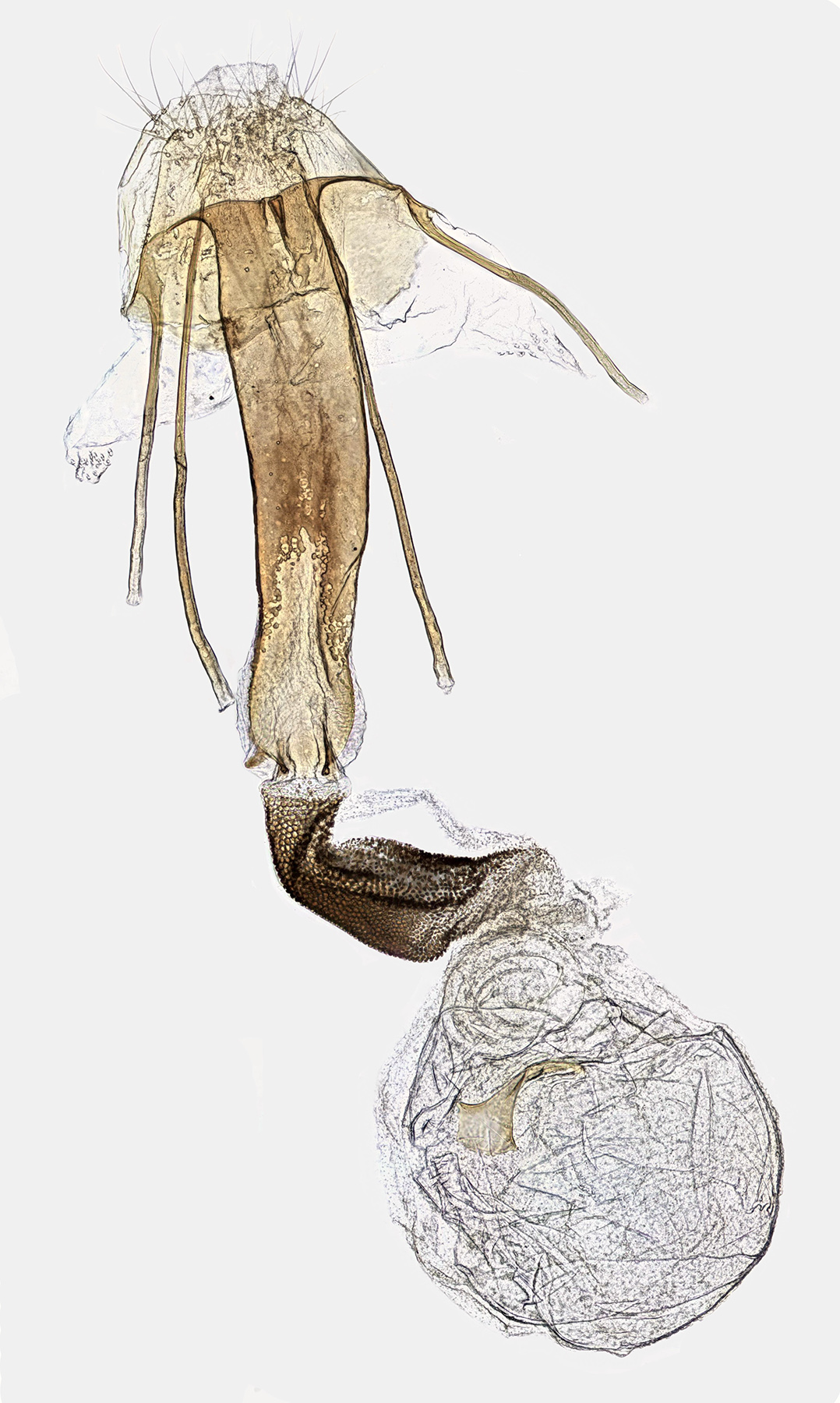
Weibliche Genitalien

Coleophora lutipennella ist ein Schmetterling aus der Familie der Miniersackträger (Coleophoridae). Die Art wurde 1838 von Philipp Christoph Zeller als Ornix lutipennella erstbeschrieben. Im Englischen heißt der Schmetterling „Common Oak Case-bearer“. Coleophora flavipennella ist eine Verwechslungsart, die eine ähnliche Lebensweise besitzt und äußerlich sehr schwierig von Coleophora lutipennella zu unterscheiden ist.

## Merkmale
Die Schmetterlinge von Coleophora lutipennella besitzen eine Flügelspannweite von 10–12 mm. Ihr Kopf ist blassgelb-ockerfarben. Die Fühlerbasis ist weißlich-ockerfarben. Die restlichen Fühlerglieder sind weiß mit einem dunklen Vorderrand. Die Vorderflügel sind hellgelb-ockerfarben. Die Hinterflügel sind grau. Von Coleophora flavipennella lassen sich die Falter nur mittels Genitaluntersuchung sicher trennen.
Die Raupen sind hellbraun gefärbt. Sie besitzen eine dunkelbraun-schwarze Kopfkapsel, einen dunkelbraun-schwarz gezeichneten Nackenschild sowie zwei kleinere dunkelbraun-schwarze Flecke dorsal auf dem folgenden Segment. Die Sklerite auf dem Mesothorax von Coleophora lutipennella sind rundlich, während diese bei Coleophora flavipennella fünfeckig sind. Die Bauchfüße der Segmente 3–5 sind stark zurückgebildet. Die des Nachschiebers sind dagegen vollständig ausgebildet. Mit diesen verankert sich die Raupe in ihrem Raupensack.
Der Raupensack der Jungraupe, in welchem sie auch überwintert, misst weniger als 5 mm. Dieser unterscheidet sich offenbar von dem der Jungraupe von Coleophora flavipennella anhand des Fehlens eines eingesponnenen Blattstücks an dessen apikalen Ende. Der Raupensack, den die Raupe nach der Überwinterung spinnt, hat eine Länge von 5–7 mm, ist röhrenförmig mit einer dreiflächigen Spitze sowie einer Öffnung in einem Winkel von etwa 45°. Dieser Raupensack ist vollständig aus Seide fabriziert. Bezüglich dieses Raupensacks konnten bisher keine Unterscheidungsmerkmale zwischen den beiden Verwechslungsarten identifiziert werden.

### Ähnliche Arten
Coleophora flavipennella besitzt dieselben Wirtspflanzen und lässt sich in den verschiedenen Entwicklungsstadien und dem fabrizierten Raupensack schwierig von Coleophora lutipennella unterscheiden. Die Falter können nur anhand einer Genitaluntersuchung sicher getrennt werden. Für die Raupensäcke, in denen die Raupen überwintern, gibt es offenbar Unterschiede. Die Sklerite auf dem Mesonotum der Raupen sind offenbar auch geringfügig anders geformt.

## Verbreitung
Coleophora lutipennella ist in Europa weit verbreitet.

## Lebensweise
Coleophora lutipennella nutzt als Wirtspflanzen neben verschiedenen Eichen, darunter die Persische Eiche (Quercus macranthera), die Traubeneiche (Quercus petraea), die Armenische Eiche (Quercus pontica), die Flaumeiche (Quercus pubescens) und die Stieleiche (Quercus robur), möglicherweise noch die Edelkastanie (Castanea sativa). An diesen Pflanzen legen die Falter ihre Eier ab. Die Jungraupen erscheinen im September. Sie leben in einem selbstgesponnenen Raupensack an der Unterseite der Blätter und fressen am Blattgewebe. Die Raupen wandern später mit ihrem Raupensack zu Astgabelungen, wo sie überwintern. Im Frühjahr spinnen sich die Raupen einen neuen größeren Raupensack, der bis zu 7 mm lang sein kann. Sie setzen ihren Fraß im Frühjahr fort und sind noch bis Ende Mai/Anfang Juni zu beobachten, bevor sie sich in ihrem Raupensack verpuppen. Die Falter fliegen in einer Generation von Juli bis August. Man findet sie nicht nur in der Nähe ihrer Wirtspflanzen. Die Falter werden nachts von Lichtquellen angelockt.